# Margarete von Brandenburg (1449/50–1489)

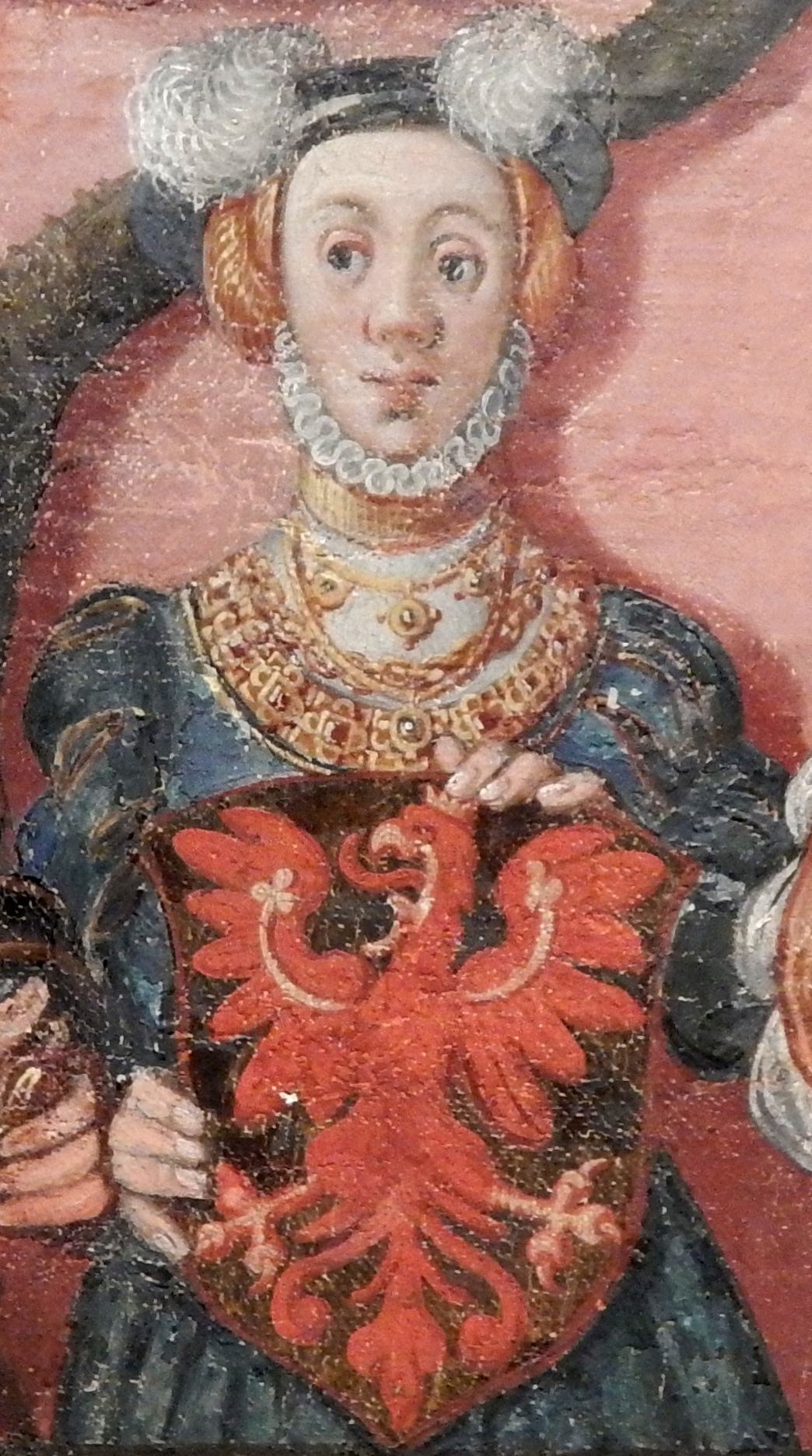
Margarete von Brandenburg, aus dem Stammbaum der Greifen von Cornelius Krommeny, 1598.

Margarete von Brandenburg (* 1449/50; † 1489) war eine Prinzessin von Brandenburg und durch Heirat Herzogin von Pommern.

## Leben
Margarete war die zweite Tochter des Kurfürsten Friedrich II. von Brandenburg (1413–1471) aus dessen Ehe mit Katharina (1421–1476), Tochter des Kurfürsten Friedrich I. von Sachsen. Von Friedrichs Kindern überlebten nur sie und ihre ältere Schwester Dorothea ihren Vater.
Sie heiratete am 20. September 1477 in Prenzlau Herzog Bogislaw X. von Pommern (1454–1523). Bereits am 1. Mai 1476 war im Rahmen von Friedensverhandlungen, des 1474 begonnenen Krieges Brandenburgs gegen Pommern, die Ehe von Bogislaw und der älteren Margarete beschlossen worden. Die Ehe war Bogislaw lästig; die Mitgift, sehr gering ausgefallen, wurde zudem nie bezahlt. Ein Jahr nach der Eheschließung, mit dem Tod seines Onkels Wartislaw X., wurde Bogislaw X. alleiniger Herzog von Pommern. Mit dem Onkel seiner Gemahlin Albrecht Achilles schloss Bogislaw 1479 den Frieden von Prenzlau und nahm von ihm das ganze Herzogtum zum Lehen.
Die Ehe Margaretes blieb kinderlos und sie wurde, von ihrem Mann der Untreue bezichtigt, verstoßen. Dies führte zu politischen Spannungen mit Kurbrandenburg; der Kurfürst forderte den Brautschatz seiner Nichte Margarete zurück. Bogislaw wiederum beschuldigte das Hohenzollernhaus, ihm eine unfruchtbare Prinzessin zur Frau gegeben zu haben, um durch Erbschaft in den Besitz Pommerns zu gelangen. In den Friedensverhandlungen 1479 verzichtete Bogislaw schließlich auf die Auszahlung des Heiratsguts seiner Gemahlin.